# Badaguichiri
Badaguichiri (ou Badagishiri, Badégichéri) est une localité et une commune rurale du Niger, du département de Illéla, région de Tahoua.

## Géographie
Badaguichiri est située sur la route nationale 29 (axe Tsernaoua-Tahoua) au sud de Tahoua et à 17 km à l'ouest du chef-lieu départemental Illéla.  
| Bambèye | Tamaské      |            |
| Illéla  | Badaguichiri | Allakaye   |
| Tajaé   | Malbaza      | Doguéraoua |

## Histoire de Badaguichiri
La commune rurale de Badaguichiri instaurée lors de la réforme administrative nationale de 2002 est issue du canton d'Illéla/Tajaé. 

## Population
Lors du recensement général de 2012, la population communale est relevée à 115 491 habitants. La localité compte 11 842 habitants en 2012.

## Localités
La commune s'étend sur 82 localités.
Localités de plus de 5 000 habitants : Yama, Toubout, Dindi, Kaoura Abdou.

## Services et infrastructures
- Collège d'enseignement général (CEG) à Badaguichiri, Kaoura Abdou,
- Collège d'enseignement technique (CET) à Badaguichiri.

## Personnalités liées à la commune
- Sahadi Sandi Abdou (1956-), diplomate nigérienne, y est née.